# Ruelle des Ramoneurs
La ruelle des Ramoneurs  (en alsacien : Hellefejergässel) est une voie de Strasbourg, rattachée administrativement au quartier Bourse - Esplanade - Krutenau. 

## Situation et accès
Située dans le quartier historique de la Krutenau, à proximité de l'église Saint-Guillaume et du pont du même nom, elle va de la rue de Zurich à la rue Munch, comme la ruelle de l'Étoile et la ruelle des Chanvriers qui lui sont parallèles au sud.

## Histoire et origine du nom
À la fin du XIVe siècle, la voie est attestée successivement sous les noms de Helfengasse, Helfengesselin, Helfantgesselin, passant, semble-t-il, des « elfes » aux « éléphants ». Néanmoins l'origine la plus souvent avancée serait liée à un batelier du nom de Jeckelin Hellefeger, qui y vivait en 1395. On trouve alors la Hellefegergasse en 1544, 1580, 1765. Le nom se transforme ensuite en Höllfeuergasse (la « ruelle des flammes de l'enfer »), puis devient la Kaminfegergasse, étrangement traduite en « ruelle des Ramoneurs de l'enfer » en 1786.

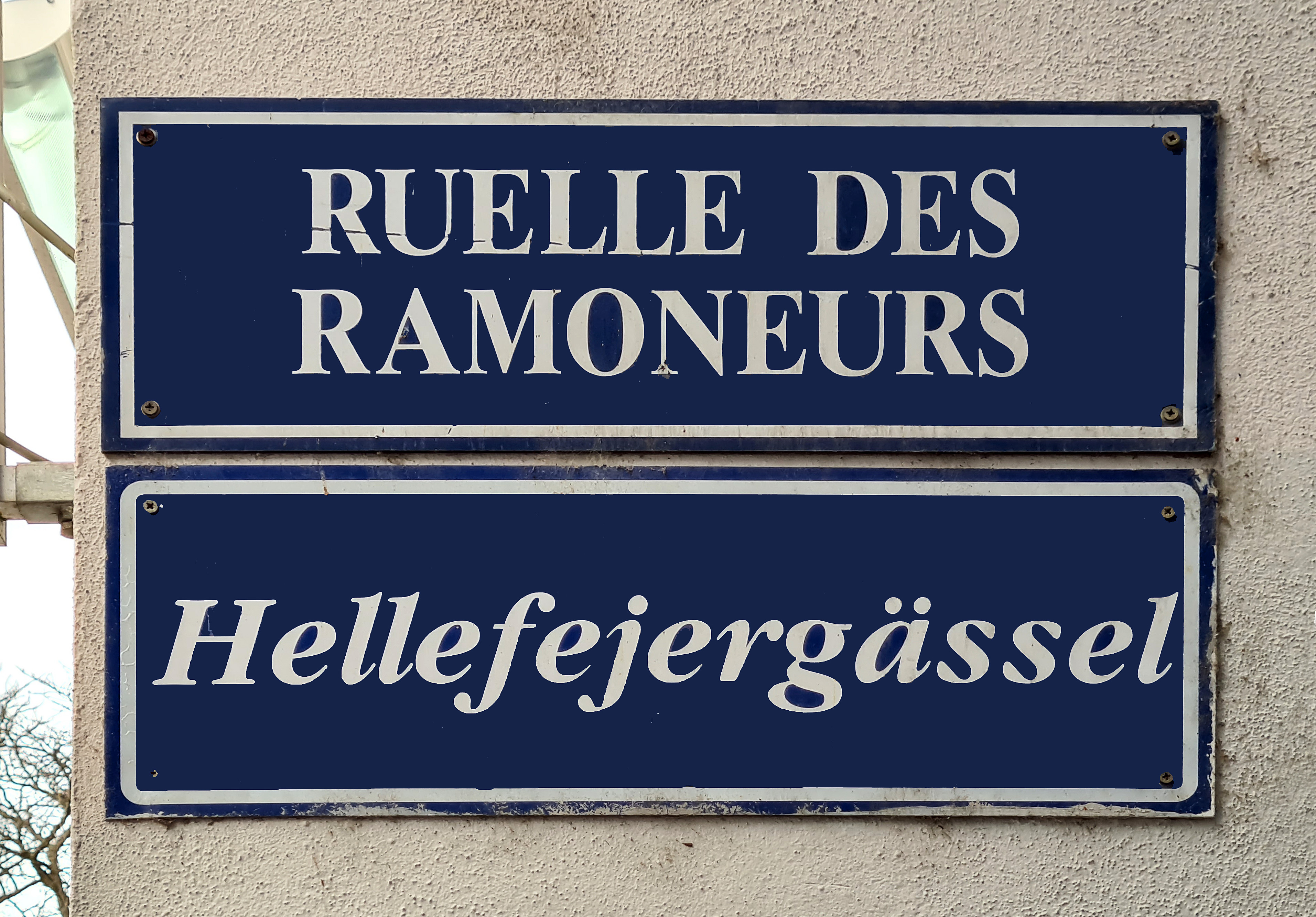
Plaque bilingue, en français et en alsacien.

Au moment de la Révolution, elle est renommée « rue de la Grenouille » (1794). La thématique antérieure fait son retour au début du XIXe siècle : Höllenfeger Gässlein (1817), « ruelle des Ramoneurs » en 1817, 1856, 1918 et 1945, après avoir été renommée Höllenfegergässchen pendant l'occupation allemande en 1872 et 1940,.
À partir de 1995, des plaques de rues bilingues, à la fois en français et en alsacien, sont mises en place par la municipalité lorsque les noms de rue traditionnels étaient encore en usage dans le parler strasbourgeois. Le nom de cette ruelle est alors sous-titré Hellefejergässel.

## Bâtiments remarquables
Contrairement à la section la plus ancienne de la rue de Zurich (nos 70 à 40), la physionomie des premiers numéros de la rue, touchés par les bombardements de la Seconde Guerre mondiale, s'est beaucoup transformée, notamment avec l'érection de plusieurs immeubles modernes. 
Cependant le no 5, où débouche la ruelle des Ramoneurs, date du XVIIIe siècle. Cette maison d'angle était celle de l'éclusier du Pont-aux-Chats, avant d'abriter l'enseigne Jean dit Carolis, autrefois une winstub réputée, décrite notamment par René Bazin en 1901.

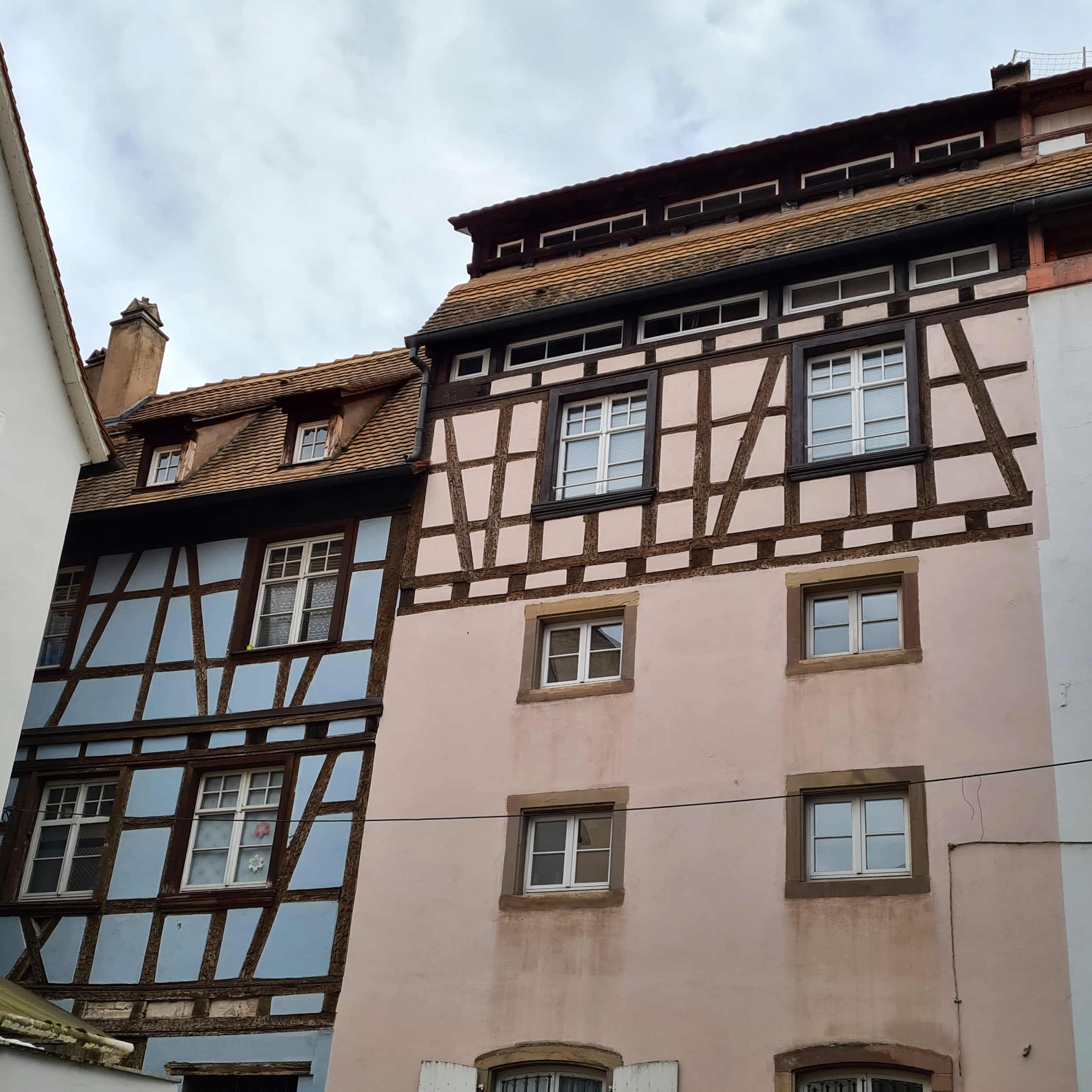
Maisons à colombages.
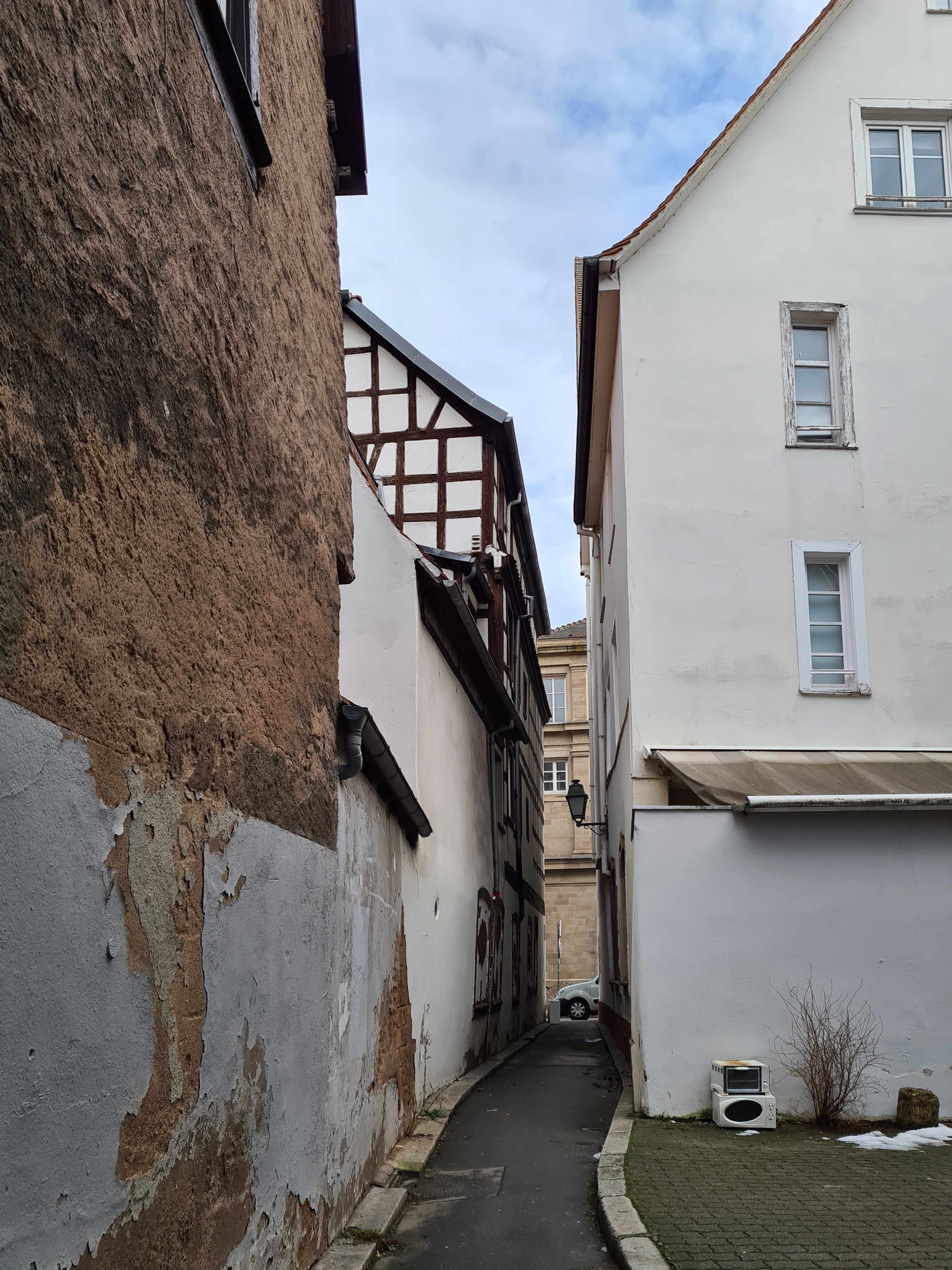
Vers la rue Munch.
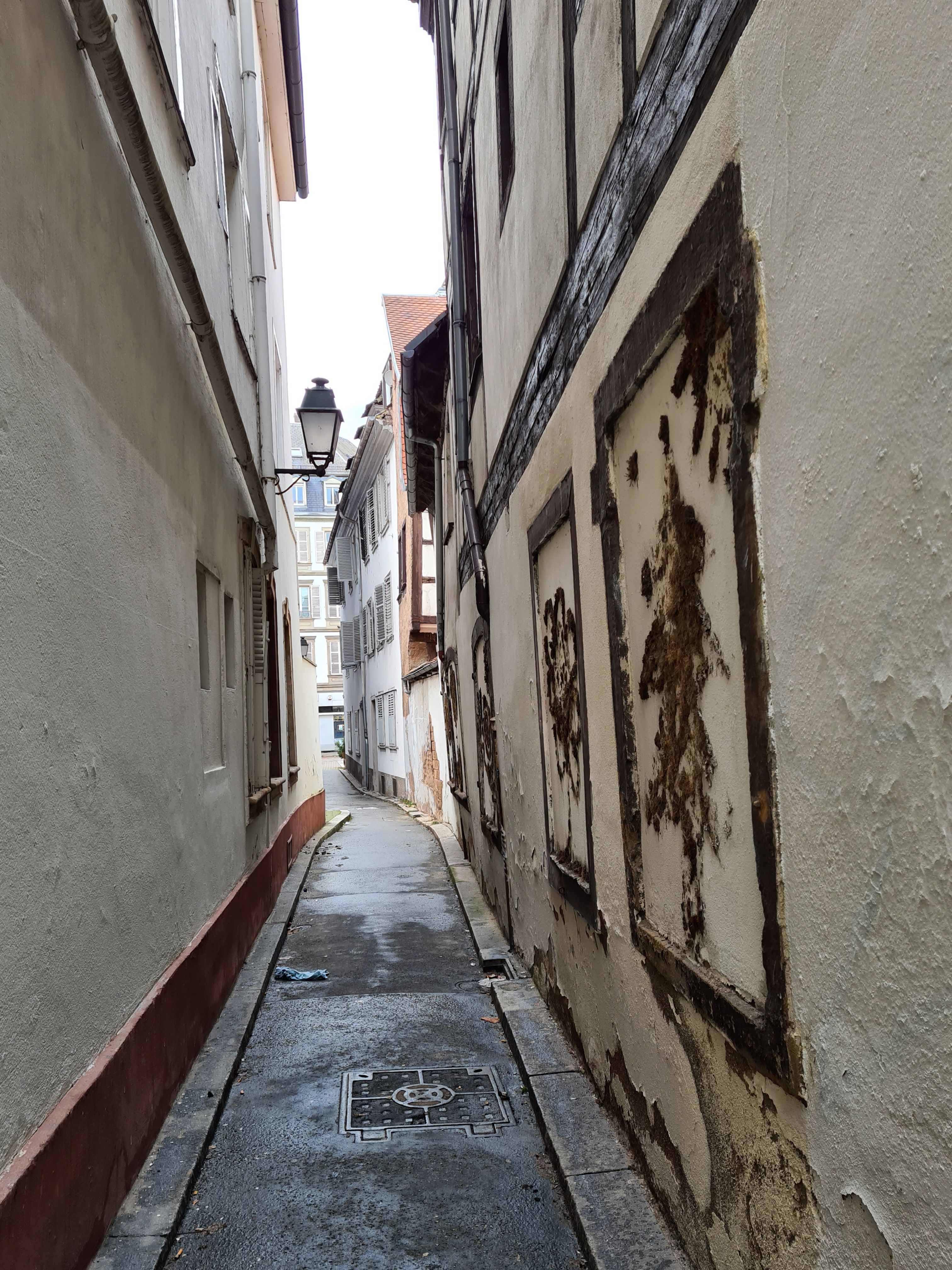
Vers la rue de Zurich.
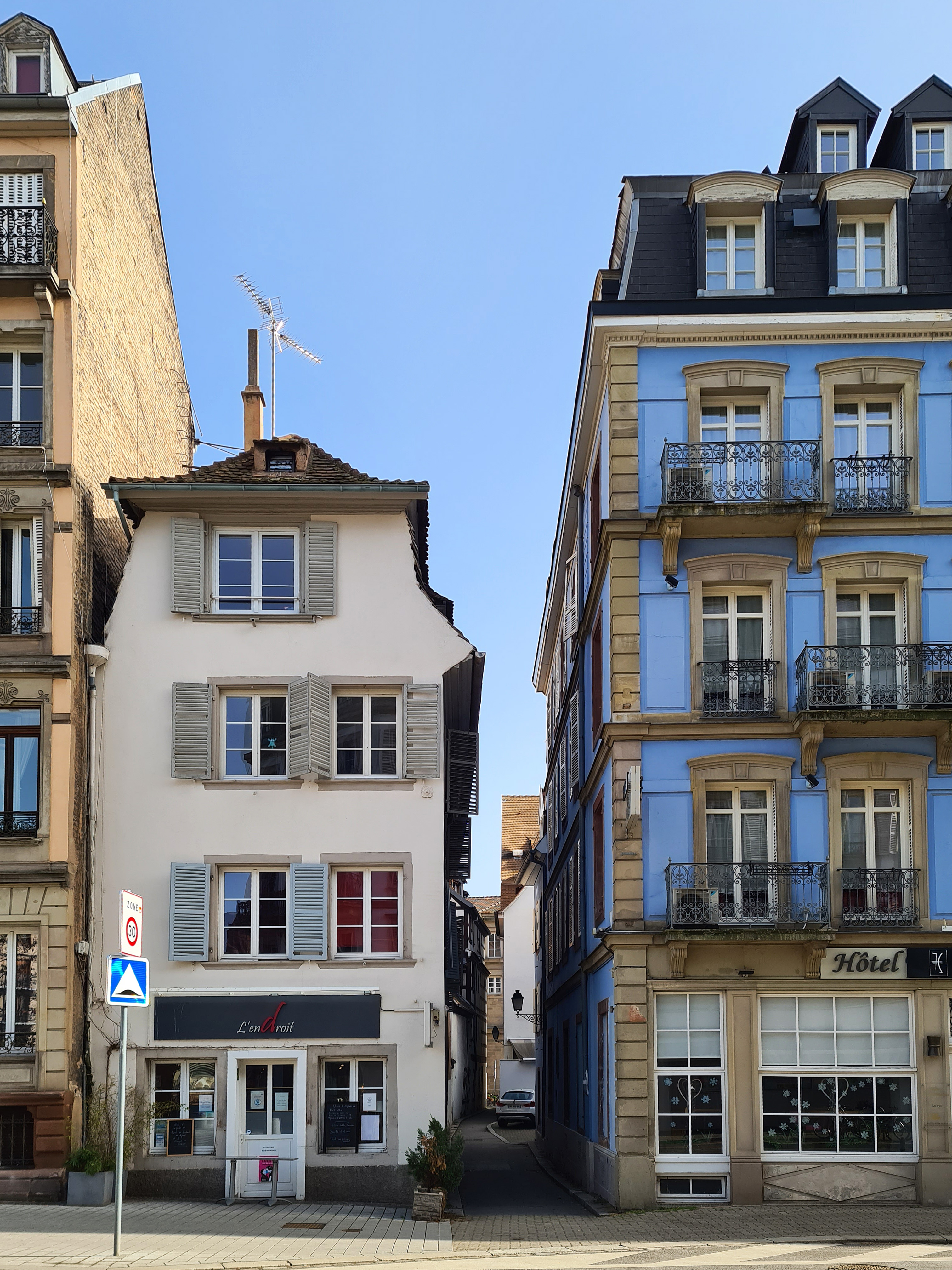
À l'angle de la rue de Zurich.